# Трећи конгрес СК Босне и Херцеговине
Трећи конгрес Савеза комуниста Босне и Херцеговине одржан је од 26. до 28. марта 1959. у Дому Народне милиције у Сарајеву. Конгресу је присуствовало 638 делегата од 96.737 чланова СК Босне и Херцеговине.
Конгрес је отворио Ђуро Пуцар Стари секретар Извршног комитета ЦК СК Босне и Херцеговине, након чега је изабрано радно председништво Конгреса и увојен дневни ред — 1. Извештај ЦК СК Босне и Херцеговине о раду од Другог до Трећег конгреса, 2. Реферат о актуелним политичким проблемима и задацима СК Босне и Херцеговине, 3. Извештај Ревизионе комисије СК Босне и Херцеговине, 4. Избор Централног комитета и Ревизионе комисије СК Босне и Херцеговине и 5. Разно. Делегате конгреса испред Централног комитета СКЈ поздравио је Петар Стамболић.
На крају рада Конгрес је усвојио закључке у којима су као главни задаци Савеза комуниста Босне и Херцеговине истакнути — даљи развој друштвеног самоуправљања; обезбеђивање услова за брже унапређивање производних снага; унапређивање социјалне и здравствене заштите грађана; побољшање материјалне базе и кадровске структуре просвете, културе и науке; интензивирање рада комуниста у друштвено-политичким организацијама; организационо и идејно учвршћивање Савеза комуниста, јачање његове руководеће идејно-политичке улоге и усавршавање метода рада руководства и организација. Последњег дана рада Конгрес је изабрао 83 члана Централног комитета и 25 чланова Ревизионе комисије Савеза комуниста Босне и Херцеговине.

## Централни комитет
Чланови Централног комитета Савеза комуниста Босне и Херцеговине изабрани на Трећем конгресу СК Босне и Херцеговине 28. марта 1959. године:
1. Нисим Албахари
2. Никола Андрић
3. Новак Анђелић
4. Симо Бабић
5. Ратко Баљић
6. Јозо Бакрач
7. Раде Башић
8. Мухидин Бегић
9. Џемал Биједић
10. Стипе Билан
11. Данило Билановић
12. Стојан Бјелајац
13. Васо Бутозан
14. Вилко Винтерхалтер
15. Немања Влатковић
16. Милан Врховац
17. Рајко Гаговић
18. Раде Галеб
19. Душан Грк
20. Угљеша Даниловић
21. Милутин Ђурашковић
22. Блажо Ђуричић
23. Слободан Ерцег
24. Неђо Илић
25. Раде Јакшић
26. Перо Јелчић
27. Иво Јеркић
28. Нико Јуринчић
29. Хајрудин Капетановић
30. Момир Капор
31. Чедо Капор
32. Осман Карабеговић
33. Милан Кнежевић
34. Драгутин Косовац
35. Деса Коштан
36. Никола Котле
37. Душанка Ковачевић
38. Жељко Крешић
39. Шефкет Куносић
40. Даница Куртовић
41. Тодо Куртовић
42. Шефкет Маглајлић
43. Нада Манојловић
44. Пашага Манџић
45. Олга Марасовић
46. Јоцо Марјановић
47. Слободан Марјановић
48. Илија Матерић
49. Драго Мажар
50. Саво Медан
51. Халид Месиховић
52. Нико Михаљевић
53. Милош Милаковић
54. Радомир Митрић
55. Асим Мујкић
56. Франц Новак
57. Грујо Новаковић
58. Дане Олбина
59. Милан Пантић
60. Лепа Перовић
61. Милош Полић
62. Боривоје Поповић
63. Ђуро Пуцар Стари
64. Васо Радић
65. Мићо Ракић
66. Мустафа Сефо
67. Радован Стијачић
68. Драган Стојковић
69. Симо Тадић
70. Васо Трикић
71. Милан Трнинић
72. Салим Ћерић
73. Загорка Умићевић
74. Милан Узелац
75. Сафет Филиповић
76. Никола Цвијетић
77. Адем Херцеговац
78. Младен Чалдаревић
79. Едхем Чамо
80. Јованка Чолић
81. Ибрахим Шатор
82. Владо Шегрт
83. Данило Штака

## Извршни комитет ЦК
Чланови Извршног комитета Централног комитета Савеза комуниста Босне и Херцеговине изабрани на првој седници Централног комитета 28. марта 1959. године:
1. Ђуро Пуцар Стари, секретар
2. Нисим Албахари
3. Џемал Биједић
4. Угљеша Даниловић
5. Блажо Ђуричић
6. Нико Јуринчић
7. Хајрудин Капетановић
8. Осман Карабеговић
9. Шефкет Маглајлић
10. Пашага Манџић
11. Грујо Новаковић
12. Владо Шегрт